# John Dewey
John Dewey (Burlington, Vermont, 20 de octubre de 1859-Nueva York, Estados Unidos, 1 de junio de 1952) fue un pedagogo, psicólogo y filósofo estadounidense.
En palabras del catedrático de Historia Robert B. Westbrook, Dewey fue «el filósofo estadounidense más importante de la primera mitad del siglo XX», y, junto con Charles Sanders Peirce y William James, uno de los fundadores de la filosofía del pragmatismo. Asimismo, durante la primera mitad del siglo XX fue la figura más representativa de la pedagogía progresista en Estados Unidos. Aunque se le conoce más por sus escritos sobre educación, Dewey también escribió influyentes tratados sobre arte, lógica, ética y democracia, en donde su postura se basaba en que solo se podría alcanzar la plena democracia a través de la educación y la sociedad civil. En este sentido, abogaba por una opinión pública plenamente informada mediante la comunicación efectiva entre ciudadanos, expertos y políticos, con estos últimos siendo plenamente responsables ante la ciudadanía por las políticas adoptadas.
La influencia de Dewey sigue siendo discutida hoy día respecto a los fallos del sistema escolar estadounidense: por un lado, es criticado por los conservadores fundamentalistas.[cita requerida]

## Biografía
John Dewey nació en Burlington (Vermont, Estados Unidos) el 20 de octubre de 1859, hijo de un comerciante. Se graduó en la Universidad de Vermont en 1879 y después de un breve período como maestro de escuela en Pensilvania y en Vermont continuó sus estudios en el departamento de filosofía de la Universidad Johns Hopkins, primera institución que organizó los estudios universitarios basándose en el modelo alemán. Allí recibió la influencia de George S. Morris, un idealista neohegeliano. Al obtener el doctorado en 1884 con una tesis sobre la psicología de Kant, Dewey acompañó a Morris a la Universidad de Míchigan, donde lo sucedió en la dirección del departamento de filosofía.
Cuando vivía en Míchigan, Dewey conoció a su futura esposa, Alice Chipman, que era una de sus estudiantes. En 1884 se trasladó a Baltimore y se matriculó en la Universidad Johns Hopkins. Le influyó especialmente el ambiente hegeliano de la universidad. La huella de Hegel se refleja en tres rasgos que le influyeron poderosamente: el gusto por la esquematización lógica, el interés por las cuestiones sociales y psicológicas, y la atribución de una raíz común a lo objetivo y a lo subjetivo, al hombre y a la naturaleza. En 1884 obtuvo el doctorado por una tesis sobre Kant. También fue influenciado por ideas evolucionistas derivadas de Darwin.
Convertida en su esposa, Alice Chipman contribuyó más que nadie a interesar a Dewey en los temas educativos y colaboró estrechamente con él. En 1894 se trasladó a la Universidad de Chicago, en donde fraguó su definitivo interés por la educación. En 1900 asume la enseñanza del curso de Pedagogía en la Universidad de Nueva York, que estrenaba su Escuela de Pedagogía; el año 1904 renunció a su puesto como profesor. Su último destino como docente sería la Universidad de Columbia. Con 87 años se casó por segunda vez y adoptó a dos niños.
Fue un hombre de acción, que aspiraba a la unificación de pensamiento y acción, de teoría y práctica. Defendió la igualdad de la mujer, incluyendo el derecho al voto. Fue cofundador, en 1929, de la Liga para una acción política independiente, fomentó el sindicalismo docente, alentó la ayuda a los intelectuales exiliados de los regímenes totalitarios. Dewey tuvo una gran influencia en el desarrollo del progresismo pedagógico, desempeñando un papel protagonista que abarca desde finales del XIX hasta la Primera Guerra Mundial. Fue el pedagogo más original, renombrado e influyente de los Estados Unidos y uno de los educadores más perspicaces y geniales de la época contemporánea, influyendo en el curso de tres generaciones. El padre de la psicología progresista murió el 1 de junio de 1952 con 92 años de edad.
La teoría de aprender haciendo de Dewey tiene sus orígenes en la filosofía pragmatista y en la experiencia de Dewey como educador. Dewey era un filósofo y educador estadounidense que vivió a finales del siglo XIX y principios del siglo XX.

## Posiciones respecto a la educación en democracia
Desde el punto de vista socio histórico hay que tener en cuenta el peculiar momento que vivieron los Estados Unidos. Cabe destacar:
- Movilidad de las fronteras estadounidenses y la colonización de nuevos territorios.
- Ductilidad y permeabilidad de la organización social.
- Estratificación social flexible.
- Relativización de los principios y prácticas de la herencia histórica.
- Forma de vida democrática.

En definitiva, un clima social abierto. En el ámbito filosófico, hemos de situar a Dewey dentro del pragmatismo.

### Propuestas teóricas
Desde el punto de vista epistemológico, Dewey consideraba que los conceptos en los que se formularon las creencias son construcciones humanas provisionales. Dewey critica el enfoque clásico sobre el conocimiento.
El concepto principal relacionado con la teoría del conocimiento es «experiencia». «La experiencia ocurre continuamente porque la interacción de la criatura viviente y las condiciones que la rodean está implicada en el proceso mismo de la vida. En condiciones de resistencia y conflicto, determinados aspectos y elementos del yo y del mundo implicados en esta interacción recalifican la experiencia con emociones e ideas, de tal manera que surge la intención consciente».
Dewey mantiene una concepción enteramente dinámica de la persona. Lo que él propone es la reconstrucción de las prácticas morales y sociales, y también de las creencias. Corresponde especialmente a la filosofía, en las culturas democráticas, emprender una tarea crítica y proyectiva de las creencias, significados y valores constituidos. En Religion and Our Schools (1908) recomienda que las escuelas públicas no impartan instrucción religiosa de ningún tipo por ser esta práctica, según él, causa de división y conflictos en una sociedad plural.
Mantiene una posición crítica respecto a la sociedad industrial, y una distancia enorme respecto del marxismo.
La educación progresiva debemos contraponerla a la concepción educativa tradicional. Dewey rechaza un conjunto de doctrinas pedagógicas de variado signo:
- la educación como preparación.
- la educación como desenvolvimiento.
- la educación como adiestramiento de la facultad.
- la educación como formación.

La escuela, para Dewey, se concibe como reconstrucción del orden social, el educador es un guía y orientador de los alumnos.
De aquí surge el llamado Método de casos.

### Aportes metodológicos
Dewey destacó por su filosofía del instrumentalismo, basada en la acción y experimentación. Según este autor, el docente debe diseñar actividades y crear situaciones en las que los alumnos tengan que experimentar. Así nace su metodología de los «proyectos», en la que un grupo reducido de alumnos elige un tema y trabaja sobre él.
Pretendía formular sobre nuevas bases una propuesta pedagógica en oposición a la escuela tradicional y antigua. Pensaba que la nueva educación tenía que superar a la tradición no solo en los fundamentos del discurso, sino también en la propia práctica. «Mi propósito, sin embargo, no es emprender una interpretación económica de la historia de las artes, y mucho menos argumentar que las condiciones económicas son invariables y directamente auxiliares de la percepción y el goce y aun de la interpretación de las obras de arte individuales. Hay que indicar que las teorías que aíslan el arte y su apreciación colocándolos en un reino que le es propio, desconectados de otros modos de experiencia, no son cuestionables al tema, sino que aparecen a causa de condiciones específicas extrañas. Como estas condiciones están incluidas en instituciones y costumbres de vida, operan de modo efectivo porque su acción es inconsciente». Sin embargo, no existe un método Dewey para ser aplicado. Cuando él habla del método, lo hace desde lo abstracto, piensa que no existen métodos «cerrados y envasados». Dewey estima que la praxis educativa implica un manejo inteligente de los asuntos, y esto supone una apertura a la deliberación del educador en relación con su concreta situación educativa y con las consecuencias que se pueden derivar de los diferentes cursos de acción.
Dewey distingue entre un método general y otro individual. El primero supone una acción inteligente dirigida por fines, en cambio, el método individual se refiere a la actuación singular de educador y educando.
La propuesta metodológica de Dewey consta de cinco fases:
1. Consideración de alguna experiencia actual y real del niño.
2. Identificación de algún problema o dificultad suscitados a partir de esa experiencia.
3. Inspección de datos disponibles, así como búsqueda de soluciones viables.
4. Formulación de la hipótesis de solución.
5. Comprobación de la hipótesis por la acción.

Dewey mostró un sentido práctico para planificar y desarrollar un currículum integrado de las ocupaciones (actividades funciones ligadas al medio del niño), incluyendo previsiones de desarrollo del programa en ciclos temporales cortos.

Una inspección cuidadosa de los métodos que han sido permanentemente exitosos en la educación formal revelará que su eficiencia depende del hecho que ellos vuelven a la situación que causa la reflexión fuera del colegio en la vida ordinaria. Le dan a los alumnos algo que hacer, no algo que aprender; y si el hacer es de tal naturaleza que demanda el pensar o la toma de conciencia de las conexiones; el aprendizaje es un resultado natural.[cita requerida]

## Filosofía política

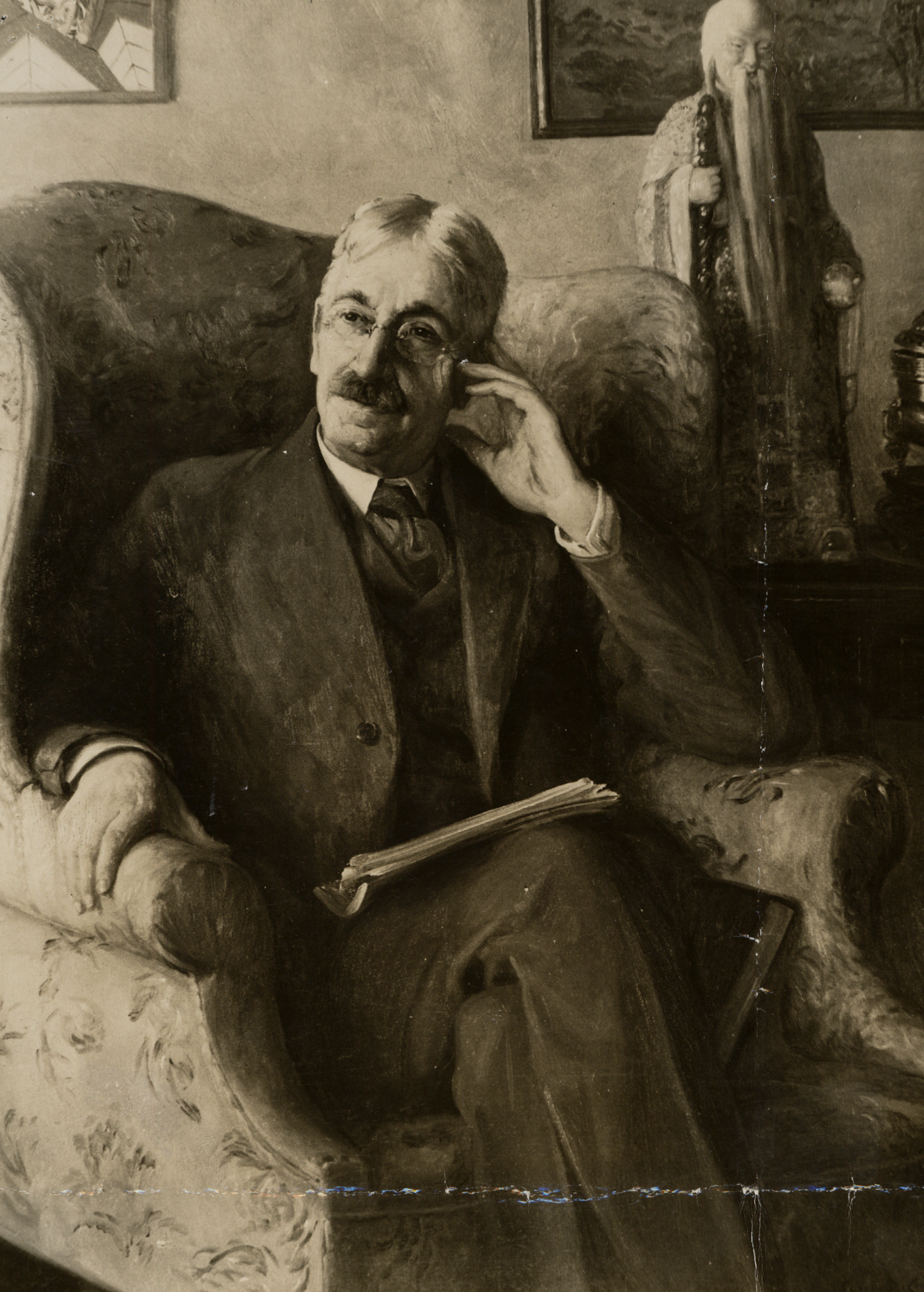
John Dewey.

La filosofía política de Dewey está arraigada en el idealismo, incluyendo el de Thomas Hill Green y el nuevo liberalismo de Leonard Trelawny Hobhouse y en su teoría de la investigación. Para ellos, a diferencia del liberalismo tradicional, el individuo no es solo una entidad que compite con los demás. Por el contrario, enfatizan las relaciones entre los individuos y perciben la vida social de una manera bastante orgánica. En casa, como en el nuevo liberalismo, la libertad no es simplemente una falta de restricción, sino que también reside en la participación en la vida social y política. Como resultado, Dewey no cree que los hombres, persiguiendo sus intereses particulares, puedan llegar a trabar una sociedad armónica. También es necesario, como escribe en La ética de la democracia, que sean "dotados de una unidad de propósito e interés".
La teoría investigadora de Dewey es un punto importante en su filosofía política. De hecho, recupera la "teoría del espectador" que concibe el conocimiento como una investigación. Concibe la investigación como una lucha dirigida por los humanos para resolver los problemas. El objetivo no es buscar una verdad que, en la perspectiva darwiniana de Dewey, está necesariamente cambiando, sino para resolver problemas aquí y ahora. Para ello, debemos probar y verificar suposiciones, valores, teorías destinadas a evolucionar un día. El modelo es la investigación científica. Dewey no hace una distinción a priori entre las investigaciones en los campos de la ciencia, la ética y la política. En cierto modo, es posible ver "la filosofía política de Dewey como el matrimonio de los puntos de vista del idealismo y el nuevo liberalismo con su concepción pragmática o experimental de la investigación. Para Dewey, los valores son vistos como construidos para resolver un problema social y deben evolucionar de acuerdo a las situaciones a enfrentar. Reprocha al liberalismo clásico especialmente El método lógico y la ley, por no poder evolucionar y convertirse en "la muralla de la reacción", y pensar demasiado en términos de individualidad. John Dewey reprocha al liberalismo clásico concebir al individuo como "algo dado, algo que ya existe" antes de las instituciones. Por el contrario, para él, son las instituciones (como señala en su libro Reconstrucción en filosofía) las que que crean al individuo. El liberalismo clásico analiza por separado el comportamiento de los seres humanos y las cosas físicas, error que para él encuentra su fuente en los dualismos (mente / cuerpo y teoría / práctica) de la filosofía tradicional. Para él, tenemos que mirar la relación entre individuos e instituciones. Hablando de su liberalismo, escribe en El futuro del liberalismo: "El liberalismo sabe que un individuo no es algo fijo. Es algo para completar no en aislamiento, sino con la ayuda y el apoyo de elementos culturales y físicos, incluyendo la cultura, economía, derecho y las instituciones políticas, así como las artes y las ciencias.
Para Dewey, la libertad solo puede ser una falta de restricciones. El individuo debe acceder a la individualidad que es tanto "reflexiva, social y [que] debe ejercerse para ser amado". Es reflexivo en el sentido de que el individuo debe ser capaz de elegir mediante la realización de un examen crítico de las alternativas. Es social porque requiere la participación en decisiones que contribuyan a la conformación de las condiciones de vida. Dewey, en general, quiere reemplazar las políticas de laissez-faire por políticas basadas en un control social inteligente basado en una participación activa de individuos, visto como un medio para lograr una coherencia trascendente. En general, los investigadores que han estudiado a Dewey creen que su convicción de que las personas educadas pueden llegar a un objetivo común está relacionada con el cristianismo de su juventud. En el cristianismo y la democracia, escribe: "la encarnación de Dios en el hombre (...) se convierte en una cosa viva y presente (...) la verdad desciende a la vida, la separación se retira; lo que conduce a una verdad común presente en todas las esferas de acción, y no en una esfera aislada llamada religión.
Para Dewey, pensar que la democracia es solo una forma de gobierno, es como pensar que una iglesia es solo un edificio, se está olvidando de lo esencial. Para él, el propósito esencial de la democracia es la ética, es decir, el desarrollo de la personalidad. También es una forma de gestionar los conflictos de valores. Explica: "la democracia es la forma de la sociedad en la que todo hombre tiene una oportunidad, y sabe que posee (...) la oportunidad de convertirse en una persona. Me parece que uno puede concebir el dominio de la democracia, como una forma de vida, como la participación necesaria de cada ser humano adulto en la formación de valores que regulan la vida de los hombres en común". La democracia es para él un requisito previo a la libertad en el sentido de individualidad. El individuo no es para él un átomo sino un ser en relación con los otros, lo que le lleva a rechazar las teorías del contrato social de Jean-Jacques Rousseau ya que en este caso las relaciones preexisten a la sociedad, mientras que lo esencial radica en el interacciones sociales en la sociedad. Si para él la filosofía y la democracia están vinculadas, es que en ambos casos las elecciones no pueden imponerse desde el exterior. En ambos casos, es a través de la discusión, las preguntas y reflexiones, como nuestras convicciones están arraigadas en nosotros, se convierten en nuestras.
Es porque el individuo tiene que participar en el debate por lo que Dewey sospecha de los expertos. Sin embargo, para Festenstein, en Dewey, la democracia es instrumental y, en cierto modo, mínima. Por supuesto, la democracia permite a los ciudadanos participar y los protege de los expertos que ve como una oligarquía cuyos intereses no son necesariamente los de los ciudadanos, pero, sin embargo, los técnicos expertos conservan un lugar importante en la investigación social. Con esto en mente, para Joëlle Zask, en Dewey "la participación es el término ético y político equivalente a la experimentación". En relación con el darwinismo de Dewey, si las instituciones políticas y administrativas promueven tanto el proceso democrático como la participación de los ciudadanos, no obstante están supeditados y sujetos a la obligación de evolucionar dependiendo de los problemas. Esta preocupación por anclar la reflexión política en los problemas reales planteados por una sociedad explica que el análisis deweyiano de la industrialización de la sociedad lo llevó a creer que una reactivación del ideal democrático implica exceder la oposición entre el liberalismo y el colectivismo, incluyendo la inspiración marxista. Este intento le llevó a criticar la posición de Walter Lippmann, cuyas críticas al colectivismo se explicaban porque la reducía al colectivismo estatal en el modelo soviético o en el modelo, atenuado, del New Deal. Por el contrario, la fuerza de las organizaciones, en una sociedad industrial como la nuestra, implica, para Dewey, pensar en un "colectivismo liberal", para refundir mejor la individualidad, su poder y su libertad. Esta comprensión de un socialismo que ya no sería estatal llevó a Dewey a nutrir el liberalismo, como él deseaba reconstruirlo, de motivos marxistas, que criticaba la forma dogmática adoptada en la mayoría de las corrientes comunistas, pero del que valida las intenciones, comenzando con la comprensión de la sociedad en términos de lucha de clases, la importancia del factor económico para entender los procesos sociales, y la socialización necesaria de la industria para terminar con la "autocracia Industrial".
La teoría de aprender haciendo se desarrolló en la Universidad de Chicago, donde Dewey era profesor de filosofía y pedagogía. 
Dewey comenzó a explorar cómo los estudiantes podían aprender de manera más efectiva a través de la experiencia directa

## Obras más importantes
- Psychology (1886)
- Studies in Logical Theory (1903)
- Experience and Objective Idealism (1907)
- Experience and Nature (1925)
- Logic: Theory of Inquiry (1938)
- Problems of Men (1946)
- Art as Experience (1963)

## Publicaciones en español
- Dewey, John (1975). Democracia y educación. Ediciones Morata. ISBN 9788471123916.
- Dewey, John (2008). La teoría de la valoración. Siruela. ISBN 9788498411522.
- Dewey, John (2008). El arte como experiencia. Paidós.

- Dewey, John (1958). Experiencia y educación. Losada.
- Dewey, John (1948). La experiencia y la naturaleza. Fondo de Cultura Económica.
- Dewey, John (1952). La busca de la certeza: un estudio de la relación entre el conocimiento y la acción. Fondo de Cultura Económica.
- Dewey, John (2007). Cómo pensamos: La relación entre pensamiento reflexivo y proceso educativo. Paídós.
- Dewey, John (2004). La opinión pública y sus problemas. Ediciones Morata.
- Dewey, John (1964). Naturaleza humana y conducta. Fondo de Cultura Económica. ISBN 978-607-16-2228-0.
- Dewey, John (2022). Lógica: La Teoría de la Investigación (1938). Prensas de la Universidad de Zaragoza. ISBN 978-84-1340-408-0.